# Darwins Alptraum
Darwin’s Nightmare ist ein französisch-belgisch-österreichischer Dokumentarfilm des österreichischen Regisseurs Hubert Sauper aus dem Jahr 2004. Der vielfach preisgekrönte Film dokumentiert die ökologische und wirtschaftliche Katastrophe am ostafrikanischen Victoriasee, die durch das Aussetzen des Nilbarsches erfolgte. Der Titel Darwins Alptraum wurde lediglich in Deutschland verwendet, in Österreich und der Schweiz lief der Film unter seinem Originaltitel Darwin’s Nightmare. Filmpremiere war am 20. Januar 2005.
In Österreich lockte der Film rund 45.000 Besucher in die Kinos. International konnte Darwin’s Nightmare, obwohl nur Zahlen für Frankreich, Schweden, Spanien und England vorliegen, jedoch zumindest eine halbe Million Besucher verzeichnen. Der Film ist einer von 50 Filmen, die im ersten Teil der Edition „Der österreichische Film“ als DVD veröffentlicht wurden.

## Inhalt
In den 1960er Jahren wurden in einem Experiment 35 Nilbarsche im Viktoriasee ausgesetzt, eine Raubfischart, die bis dahin nicht in diesem See vorkam. Ziel war es, mit diesem vermehrungsfreudigen Speisefisch die regionale Fischwirtschaft zu fördern. Doch die Folgen dieses Eingriffes in die Natur waren ungeahnt katastrophal für die Fauna des Sees – innerhalb von 30 Jahren wurden durch den gefräßigen Räuber über 400 verschiedene Fischarten ausgerottet. Weil es keine algenfressenden Fische mehr gibt, ist der See mittlerweile stark eutrophiert und die Sauerstoffkonzentration in tieferen Seeschichten sinkt ständig.
Aus wirtschaftlichen Interessen wurde und wird von den Anliegerstaaten nichts gegen dieses Massensterben unternommen, da der Verkauf des Nilbarsches unter dem Namen Viktoriabarsch äußerst profitabel ist. Dies kommt der heimischen Bevölkerung aber keineswegs zugute. Der Film dokumentiert, dass vom Exportgewinn nur wenige profitieren, während zehntausende Menschen arbeitslos werden, ihre traditionelle Nahrungs- und Erwerbsgrundlage verlieren und schließlich unter unmenschlichen Bedingungen leben (und arbeiten) müssen. Auch wenn der Film keine direkten Hinweise auf diesen Zusammenhang liefert, so erweckt er den Anschein, dass der Profit mindestens teilweise für den Ankauf von Waffen ausgegeben wird. Wiederholt wird angedeutet, dass die Transportflugzeuge mit den wertvollen Fischfilets nach Europa fliegen und mit Waffen beladen nach Tansania zurückkommen. Zunächst bestreiten die Piloten, zu wissen, was sie aus Europa liefern, doch endlich gesteht ein russischer Pilot unter Tränen, dass Waffen transportiert wurden. Sie alle wissen es letztlich von vornherein.
Sauper interessiert sich in dem Film nicht nur für die politischen Zusammenhänge, sondern ist ergreifend nahe an den beteiligten Menschen. Seine Hauptpersonen sind russische Piloten, arbeitslose Fischer und die Menschen, die, aus dem Hinterland kommend, ihr Glück versuchen. Viele Frauen zwingt die sich oft schnell einstellende wirtschaftliche Notlage zur Prostitution, was wiederum eine große Anzahl von HIV-Neuinfektionen, mit erschütternden Sterberaten unter den Fischern, zur Folge hat. Die örtlichen Behörden scheinen bei all dem machtlos zu sein, Korruption steht an der Tagesordnung, und die Vertreter der UN, der EU und der Weltbank sind entweder ahnungslos oder desinteressiert.

## Hintergrund
Sauper stieß auf diese Geschichte bei der Arbeit an einem Dokumentarfilm über den Bürgerkrieg in Ruanda im Jahr 1997. Er beobachtete auf einem Flugfeld in Mwanza, Tansania, wie gleichzeitig aus einem Flugzeug Lebensmittelhilfe der UN für ruandische Flüchtlinge ausgeladen und in ein anderes Flugzeug frische Fischfilets für Europa eingeladen wurden.
Nur mit einem persönlichen Assistenten und seiner Handkamera gelang es Sauper, nahe an den beteiligten Menschen zu bleiben. Er freundete sich mit einigen Piloten an, die ihm bereitwillig von ihren brisanten Flügen erzählten. Die größte Schwierigkeit bei den Dreharbeiten, die oftmals im Verborgenen stattfanden, war der Umgang mit der lokalen Polizei und dem Militär. So musste der größte Teil des Filmbudgets für Bestechungsgelder ausgegeben werden, mit denen Sauper sich und seinen Begleiter freikaufen konnte.
In Frankreich gab es hitzige Debatten zu diesem Film. Ob das Szenario, das der Film entwirft, der Wirklichkeit entspricht, ist jedoch strittig. Auf der Basis von Feldforschungen wurde behauptet, dass die Veränderungen, die mit der Aussetzung des Nilbarschs in Gang gesetzt wurden, durchaus auch einige positive Auswirkungen für die örtliche Bevölkerung haben.
Im Lauf dieser Debatte zitierte die Zeitung Le Monde einen nicht näher benannten „Spezialisten des afrikanischen Waffenhandels“, der den „Dreieckshandel“ um Fisch und Waffen bekräftigte: Die russischen Transportmaschinen verließen Osteuropa mit Waffen an Bord und lieferten ihre Ladung an afrikanische Regierungen. Dann flögen sie nach Libyen, in den Sudan oder nach Ägypten, um die Maschinen dort preiswert aufzutanken, und schließlich nach Mwanza, um dort Fische oder Blumen zu laden. Diese letzte Etappe finanziere die Rückreise, die 40.000 Dollar Treibstoff koste. In Mwanza selbst sehe man nichts von dem Handel, da die Operation bereits abgeschlossen sei, wenn die Maschinen dort landeten.
Die Nominierung des Films für den Oscar 2006 in der Kategorie Bester Dokumentarfilm erwies sich für Regisseur Sauper nach eigener Aussage letztlich als „[ein Alptraum], der mich zwei Jahre meines Lebens kostete“. Die durch die Nominierung erreichte Öffentlichkeitswirkung löste eine „Hate Campaign“ gegen ihn und die Personen, die er im Film zu Wort kommen ließ, oder die ihn vor Ort beim Film unterstützt haben, aus. Manche von ihnen wurden politisch verfolgt und inhaftiert. Sauper suchte und fand Unterstützung beim österreichischen Außenministerium, das auf diplomatischem Weg die Freilassung der inhaftierten Personen zu erwirken versuchte.

## Rezeption
Im August 2006 behauptete die tansanische Regierung, dass Darwin’s Nightmare das Ansehen Tansanias geschädigt und einen Einbruch des Fischhandels verursacht habe.
Der deutsche Journalist Roland Brockmann schrieb unter dem Titel Rehabilitierung eines Fisches in der Welt: „Der Filmemacher verwandelt die ‚seltsame Success-Story‘ eines «erfolgreichen Tiers» in eine Allegorie, die die neue Weltordnung‘ reflektierte. […] Der Fisch als perfekte Metapher für die Ungerechtigkeit der Welt, in der wenige vom Elend vieler profitieren.“ Brockmann zitiert unter anderem den Evolutionsökologen Ole Seehausen von der Universität Bern und der Eidgenössischen Anstalt für Wasserforschung (EAWAG), dem zufolge die Darstellung der ökologischen Folgen im Film „nicht sehr zutreffend“ sei. Demnach sei der See „nie wirklich gekippt“ und das Verschwinden von etwa 200 im Viktoriasee heimischen Arten nur indirekt durch den Viktoriabarsch verursacht. Als Hauptgründe nennt er die Nährstoffanreicherung durch den Bevölkerungsanstieg rund um den See sowie die Ansiedlung von Industrie und Intensivierung der Landwirtschaft, die der Vermehrung des Viktoriabarsches erst den Boden bereitet hätten; eine Entwicklung, die bis in die 1920er-Jahre zurückreiche. Der Viktoriabarsch komme mit dem nährstoffreichen Gewässer besser zurecht als die anderen Arten. Zudem schätzt Seehausen die Anzahl der Buntbarsch-Arten im tiefen Wasser des Sees, wo 1989 nur eine Art gefunden wurde, im Jahr 2004 auf etwa 30 Arten. Nach Brockmann sind auch die im Film gezeigten Zusammenhänge zwischen Fischindustrie und sozialem Wandel in der Region um Mwanza falsch dargestellt: „Die Stadt lebt vielmehr von der Goldindustrie; im nahegelegenen Geita etwa befindet sich eine der größten offenen Goldminen der Welt (Tagebau Geita). Die Prostituierten […] werden weniger durch die russischen Piloten oder Arbeiter der Fischfabriken angelockt als vielmehr durch eben jene Goldminen.“ Dazu zitiert er auch Seehausen: „Einen Zusammenhang zwischen Prostitution und Viktoriabarsch herzustellen ist totaler Quatsch.“
Auf Kritik angesprochen, erklärte Sauper, seine Geschichte hätte er auch in Sierra Leone erzählen können, „nur wäre der Fisch ein Diamant, in Honduras eine Banane und in Angola, Nigeria oder im Irak schwarzes Öl.“
Aurélien Ferenczi, Redakteur des französischen Fernsehmagazins Télérama, verteidigt Saupers Ansatz, „die Realität“ zu filmischen Zwecken „zu inszenieren“, als das Recht eines engagierten Künstlers. Sauper nutzte seine These demnach zu narrativen Zwecken, weil das das beste Mittel sei, zu mobilisieren und Reaktionen zu provozieren. Ferenczi wertet den Film als Kunst, was durch die künstliche Seite und die Symbolkraft deutlich spürbar werde.

## Auszeichnungen
Seit der Veröffentlichung hat Darwin’s Nightmare eine Vielzahl von Preisen bei Filmfestivals gewonnen, darunter 2004 bei den Internationalen Filmfestspielen von Venedig, bei der Viennale 2004 in Wien und 2005 beim Sydney Film Festival. Ebenfalls 2004 gewann Darwin’s Nightmare den Europäischen Filmpreis als Bester Dokumentarfilm.
Im Februar 2006 wurde Darwin’s Nightmare in Paris als Bestes Erstlingswerk mit einem César prämiert. Bei der Oscarverleihung 2006 war der Film als Bester Dokumentarfilm nominiert.